# 番尚志
番 尚志（ばん なおし、1946年9月30日 - ）は、日本の経営者。三菱倉庫社長を務めた。

## 経歴
石川県出身。金沢大学教育学部附属高等学校卒業。1969年に神戸大学経営学部を卒業し、同年に三菱倉庫に入社。2000年6月に取締役に就任し、2001年6月に常務を経て、2003年6月には社長に就任。2008年6月には会長に就任。2013年6月に相談役に就任。